# Nieuw-Jacobkondre
Njoeng Jacob Kondre (Nieuw Jacobkondre) is een klein dorp in Suriname. Nieuw Jacobkondre ligt in de ressort Boven-Saramacca van het district Sipaliwini aan de Saramaccarivier. Nieuw-Jacobkondre ligt vast aan de dorpjes Misalibiekondre (stroomafwaarts) en Mamadam en verderop Oemakondre (stroomopwaarts). Ook bevindt zich in Nieuw Jacobkondre een klein vliegveld en is via een aantal wegen bereikbaar vanaf de Martin Luther Kingweg en zo ook bereikbaar vanaf Paramaribo.
Er is een kliniek van de Medische Zending gevestigd. In de buurt bevindt zich de Njoeng Jacob Kondre Airstrip met een verbinding naar Zorg en Hoop Airport in Paramaribo.
Bofe · Boslanti · Cabana · Heidoti · Kwattahede · Makajapingo · Mamadam · Misalibiekondre · Moetoetoetabriki · Nieuw-Jacobkondre · Oemakondre · Pakkapakka · Poesoegroenoe · Stonkoe · Villa Brazil